# Need for Speed: Most Wanted
Need for Speed: Most Wanted er et computerspil i EA Games' populære Need for Speed-serie. Spillet blev udgivet i slutningen af 2005 og handler om det populære gaderæs miljø i USA. Spillet foregår i en fiktiv by der hedder Rockport, der ligger i Californien. Ligesom i de andre Need for Speed spil kører man stadig ræs i gaderne, men modsat de andre spil skal man nu gennemføre de såkaldte "milestone" for at komme videre i spillet. Dette er blandt andet noget, hvor man skal køre fra politiet eller få den største dusør. Jo mere man er efterlyst af politiet, jo mere interessant er man for de andre racerkørere.

## Historie
Du ankommer til Rockport City. Her kører du forskellige gaderæs, og møder så Blacklist kørende og en tøs der hedder Mia som hjælper dig gennem spillet.
Her kører du så ræs med den daværende blacklist nummer 15 (Razor) men taber pga snyd. Desværre er reglen at man skal sætte sin bil på højkant når man kører mod en blacklist-kører, så du mister din bil (BMW M3 GTR)
Mia hjælper dig så med at skaffe en ny, og nu skal du ud og skaffe din bil tilbage, og blive byens mest eftersøgte (Most Wanted)
Det viser sig at Razor har kæmpet sig op på nummer 1 på blacklisten med din bil.
Nu skal du så hele vejen op, ved at køre løb, vinde milepæle og opnå dusør.

## Gameplay
Når man starter spillet skal man gennemføre en intro hvor man lærer lidt om hvordan spillet fungerer.
Når man har gennemført denne intro har man 30.000$ som man kan købe en bil for.
NB: Hvis man har installeret Need for Speed: Underground 2 på sin computer starter man med 40.000$
Når man har købt sin bil, kan man vælge, om man vil ud af køre de løb som man skal igennem, eller man kan bare køre rundt i byen som man nu har lyst til.
Der er dog nogle steder som ikke bliver låst op før man har klaret nogle af rivalerne.
Når du har tjent penge ved at køre løb, kan du køre hen til værkstedet og ændre stort set alt ved din bil. Der er tre forskellige menuer.
I den første kan købe sig til forskellige dele til bilens motor, f.eks ny motor, gearkasse, støddæmpere, dæk, turbo, bremser og No2 system.
I den næste menu kan du købe ydre dele til bil. Delene omhandler forskellige sæt man kan vælge imellem. Sættene består af kofanger, skørter, udstødning og sidespejle. du kan også vælge imellem luftindtag fra motoren, luftindtag fra kabinen og fælger.
I den sidste menu, omhandler en masse ændringer af visuelle effekter af bilen. Du kan ændre bilens grundfarve og vælge farve på alle bilens øvrige dele. Du kan sætte vinyler på din bil og tone ruderne samt sponsormærkater.
Igennem hele spillet vil man få låst dele til bilen op. Jo flere løb og rivaler du klarer, jo flere ting kan du købe til din bil.
Denne Blackliste er en rivalliste som man ser jævnt tit. Der er femten rivaler i det hele, og du starter med nr. femten. Der efter skal du køre mod de følgende rivaler som bliver sværere og sværere med tiden.
Til sidst skal du køre imod rival nr. 1.
Du skal overvinde ham, og bagefter skal du slippe væk i en BMW M3 GTR, som egentlig er din egen. Det er politiet du skal slippe væk fra og det er ikke helt nemt. Men nederst på kortet kan du se, hvor du skal køre hen.
Der er en masse steder hvor du kan lave en form for en spærring for politiet også kaldet for Jagt-afbrydelser. Fx kan du få taget på en tankstation til at vælte ned hvis du blot rammer de standere. Hvis du har flere politi biler i hælene kan dette være effektivt for så slipper du væk fra disse biler, medmindre der ikke er andre i nærheden.
Når du er ude af politiets rækkevidde begynder din "cooldown" boks at fyldes. Her kan du så finde de såkaldte gemmesteder, som er markeret på korten, som en stribet blå cirkel. Når du ankommer til gemmesteder, kør da ind i den ok boksen med "Cooldown" fyldes ud meget hurtigere.
Denne boks betyder at du er ved at slippe af med politiet.

## Figurer
Du vil igennem spillet møde en masse personer (flest af dem er rivaler)
Cross: Han er overbetjent i Rockport City og har til opgave at udryde gaderæs fra byen gader.
Mia: Hun hjælper dig gennem hele spillet. Til sidst finder man ud af at hun arbejder undercover for politiet, men hjælper dig alligevel med at flygte.
Razor: Blacklist #1. Razor er ham der vandt din bil i starten, ved at rode ved din bils motor.
Bull: Blacklist #2. En af Razers drenge.
Ronnie: Blacklist #3. En af Razers drenge.
JV: Blacklist #4.
Webster: Blacklist #5.
Ming: Blacklist #6.
Kaze: Blacklist #7.
Jewels: Blacklist #8.
Earl: Blacklist #9.
Baron: Blacklist #10.
Big Lou: Blacklist #11.
Izzy: Blacklist #12.
Vic: Blacklist #13.
Taz: Blacklist #14.
Sonny: Blacklist #15.

## Ræs
Man kan køre forskellige ræs i spillet. Dette inkluderer Sprint, Circiut, Time-Pursiut, Drag-Race. Det er forskelligt hvor mange modstandere der er med i hvert løb. Når man skal udfordre sin rival som står op listen over alle 15 rivaler, kører man en række løb imod ham og efterfølgende skal man vælge to ikoner ud af 6.
De første 3 ikoner vises med et spørgsmålstegn. Her kan du få adgang til rivalens bil, penge, slip ud af fængsel-ikoner og ekstra-beslaglæggelses ikoner. De sidste fire kan man enten vælge Dele, Ydelse eller Visuelt.

## Milepæle
Der er to forskellige slags milepæle. Den ene er fartfælder, også kaldet for fotofælder. Her skal man opnå en hvis hastighed for at få dusør.
Den anden er jagt milepæle. Her skal man f.eks. slippe væk fra en jagt på over / under et hvis antal minutter, ramme et hvis antal politibiler, undgå/gennemgå et hvis antal vejblokader / sømmåtter, og til sidst opnå en bestemt dusør.

## Dusør
Hver gang man får politiet efter sig stiger ens jagtdusør. Man får kun jagtdusøren, hvis man derefter slipper væk fra politiet.
Jo højere niveau du er i, jo mere dusør får du.
Niveau 1: 300 pr 10 sek. ca.

Niveau 2: 1000 pr 10 sek. ca.

Niveau 3: 2000 pr 10 sek. ca.

Niveau 4: 5000 pr 10 sek. ca.

Niveau 5: 20.000 pr 10 sek. ca.

Niveau 6: ?. Dette niveau har du kun sidst i spillet.

## Biler
Her er en liste over de nye biler du kan købe og vinde i Need For Speed: Most Wanted:
| - Aston Martin DB9 - Audi A3 3.2 quattro - Audi A4 3.2 FSI quattro - Audi TT 3.2 quattro - BMW M3 GTR (E46) - Cadillac CTS - Chevrolet Camaro SS (1967 model) - Chevrolet Corvette C6 - Chevrolet Corvette C6R - Chevrolet Cobalt SS - Dodge Viper SRT-10 - Fiat Punto (Mark 3) - Ford GT - Ford Mustang GT (S-197) - Lamborghini Gallardo - Lamborghini Murciélago - Lexus IS 300 - Lotus Elise (Series 2) - Mazda RX-7 | - Mazda RX-8 - Mercedes-Benz CLK 500 - Mercedes-Benz SL 500 - Mercedes-Benz SL65 AMG - Mercedes-Benz SLR McLaren - Mitsubishi Eclipse GT (2006/fourth generation model) - Mitsubishi Lancer Evolution VIII - Pontiac GTO (2005 model) - Porsche 911 Carrera S (Type 997) - Porsche 911 GT2 - Porsche 911 Turbo S (Type 996) - Porsche Carrera GT - Porsche Cayman S - Renault Clio V6 (Clio II facelift) - Subaru Impreza WRX STi (GD) - Toyota Supra (Mk IV) - Vauxhall Monaro VXR - Volkswagen Golf GTI (Mk V) |